# João de Mattos Leão
João de Mattos Leão (Mallet, PR, 13 de maio de 1931 – Curitiba, PR, 23 de outubro de 2008) foi um advogado, economista, empresário e político brasileiro, outrora senador pelo Paraná.

## Dados biográficos
Filho de José de Matos Leão e Maria de Matos Leão. Advogado formado pela Universidade Federal do Paraná e economista pela Faculdade de Ciências Econômicas Plácido e Silva, foi empresário com atuação na indústria madeireira. Sua primeira filiação foi à UDN elegendo-se vereador em 1958 em Guarapuava e após entrar no PSD foi eleito deputado estadual em 1962 e 1966, quando já estava à ARENA. Afastou-se do mandato no governo Paulo Pimentel para ocupar a Secretaria de Justiça.
Eleito senador em 1970, tornou-se membro do conselho de administração do Bamerindus em 1976 e em maio de 1978 renunciou ao mandato em favor de Hamilton Magalhães para assumir a diretoria do Banco do Brasil responsável pelos estados do Paraná e Santa Catarina sendo deslocado mais tarde para o Distrito Federal. Em 1985 filiou-se ao PFL, mas não disputou novas eleições.
Sua filha, Marinice de Mattos Leão Bettega, é empresária e mãe de João Victor Mattos Leão Bettega, conhecido como João Bettega. Ele é vereador de Curitiba e foi eleito nas eleições municipais de 2024.